# UDP-グルコサミン-4-エピメラーゼ
UDP-グルコサミン-4-エピメラーゼ(UDP-glucosamine 4-epimerase、EC 5.1.3.16)は、以下の化学反応を触媒する酵素である。
UDP-グルコサミン{\displaystyle \rightleftharpoons }UDP-ガラクトサミン
従って、この酵素の基質はUDP-グルコサミン、生成物はUDP-ガラクトサミンである。
この酵素は異性化酵素、特に炭化水素やその誘導体に作用するラセマーゼまたはエピメラーゼに分類される。系統名は、UDP-グルコサミン-4-エピメラーゼである。